# Adam (okręg Gałacz)
Adam – wieś w Rumunii, w okręgu Gałacz, w gminie Drăgușeni. W 2011 roku liczyła 710 mieszkańców.